# 고바야시 소사쿠
고바야시 소사쿠(일본어: 小林 宗作, こばやし そうさく, 1893년 6월 18일 ~ 1963년 2월 8일, 본명 : 가네코 소사쿠, 일본어: 金子宗作)는 일본의 리듬 교육 연구자, 아동 교수 연구가이다. 군마현 아가쓰마군의 이와시마 촌(현재의 히가시아가쓰마정)에서 태어났다. 도쿄 음악학교의 사범과(現 도쿄 예술대학 음악학부)를 졸업했다. 구로야나기 데쓰코의 자전소설《창가의 토토》에 나오는 고바야시 소사쿠 선생님이 본문에 나오는 고바야시 소사쿠이다.

## 연혁
- 1893년 군마현의 이와시마 촌에 사는 부농의 아들로 태어남
- 1917년 도쿄음대 사범과를 졸업하고 세이케이 소학교 교사로서 음악교육에 힘씀
- 1923년 스위스, 프랑스, 독일, 이탈리아, 잉글랜드에 유학 감. 아동교육, 음악 리듬과 조형리듬의 관계, 음악과 체조의 결합에 관해서 연구함(리드미크개발). 달크로즈 음악학원에서는 리듬 교육을 에밀 자크-달크로즈에게 배움.
- 1930년 유럽으로 다시 돌아감. 파리, 밀라노, 베를린에 유학하고 귀국 후에 도쿄부 소학교 교사를 시작으로 이시이 무도학교, 토요에이와 여학원, 지유가오카 학교, 구니타치 음악대학 등에서 교사로 지낸다. 또 오바라 구니요시와 같이 세이죠 학원 설립에 참가한다. 이 때 자유가오카 소학교 교장, 구니타치 음악대학 교수를 역임한다.
- 1937년 도모에 유치원, 도모에 학원을 설립한다. 그의 이상이었던 학교였다.
- 1945년 도쿄 대공습으로 학원이 타서 없어진다. 타고있는 학원을 보면서 그는 "이번에는 어떤 학교를 만들까."라고 중얼거렸다고 한다. 종전후에는 1948년에 사쿠라 유치원을 설립하고 초대원장으로 취임하는 한편 구니타치 유치원 원장, 구니타치 음악대학 교사등을 역임한다.
- 1963년 별세.

## 평가
- 일본에 리듬 교육, 음향 교육, 피아노 교육, 총합 리듬 교육을 펼친 인물로 각방면에서 평가는 높다.

## 가르친 학생
- 이노우에 소노코
- 노베치 우리마루
- 야마노우치 다이지
- 다이에이 구니오
- 이케우치 준코
- 쓰시마 케이코
- 구로야나기 테츠코

## 같이 보기
- 창가의 토토